# Rheinaue Rietheim

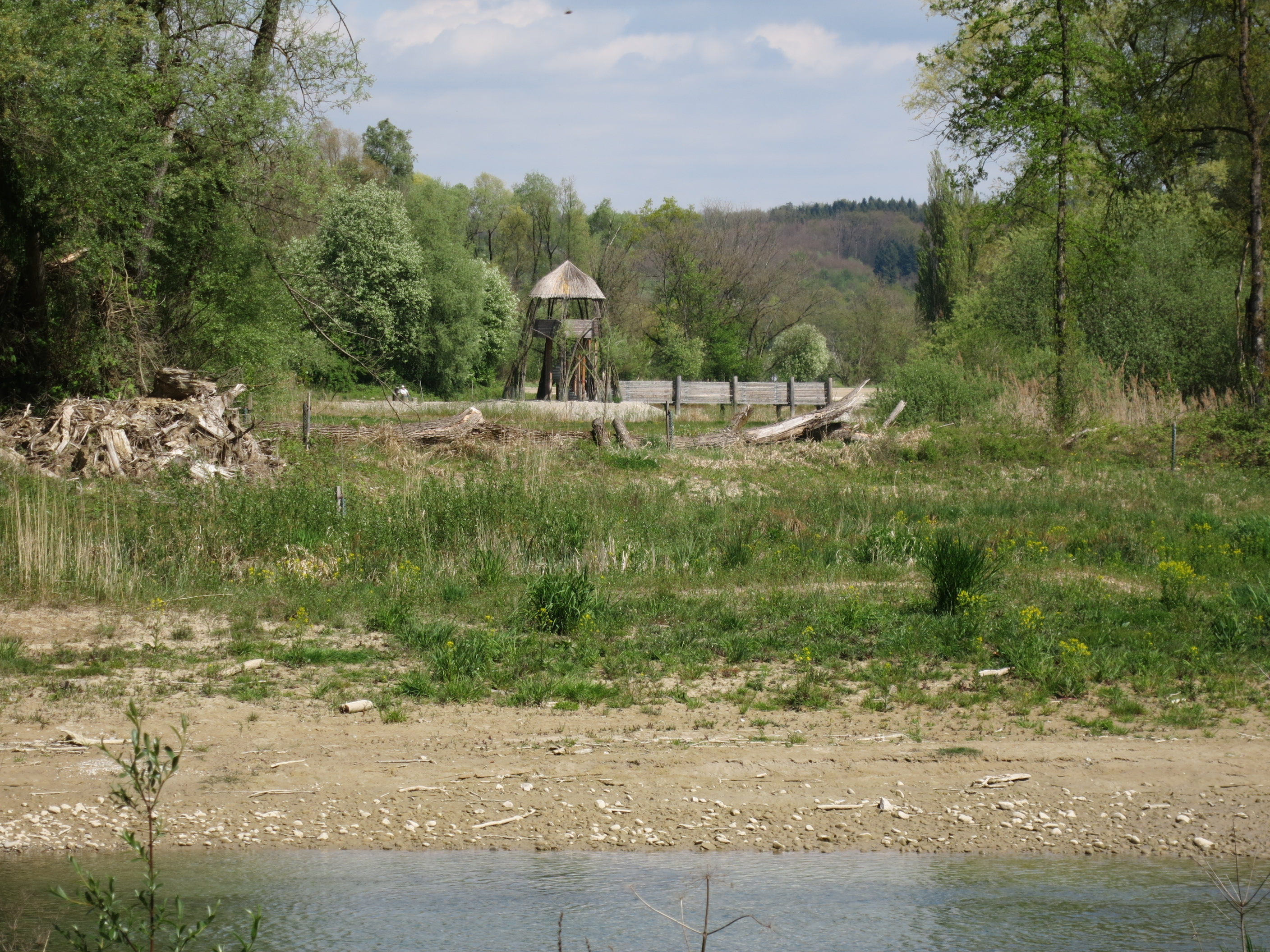
Chly Rhy Aue mit Beobachtungsturm «Weidenpalast»

Die Rheinaue Rietheim «Chly Rhy» ist mit 35 Hektaren Fläche das grösste Auengebiet am Rhein im Kanton Aargau. Sie liegt auf dem Gemeindegebiet von Rietheim an der letzten freien, ungestauten Fliessstrecke des Rheines und ist ein wichtiger Teil des Auenschutzparks Aargau.
Im Bundesinventar der Auengebiete von nationaler Bedeutung gehört sie zum Objekt Nr. 3 (1992) «Koblenzer Rhein und Laufen». Der Koblenzer Laufen gilt seit 1977 als Schweizer Landschaft von nationaler Bedeutung.

## Geschichte
Der Rhein zwischen Bad Zurzach und Koblenz überschwemmte bei Hochwasser im breiten Tal bei Rietheim Nutzland, vernichtete Saaten und düngte die Böden auf natürliche Weise. Um solche Überschwemmungen zu verhindern, wurde in den 1920er Jahren der 1,5 Kilometer lange Seitenarm «Chly Rhy» durch eine Zuschüttung vom Rhein getrennt und weiteres Umland angehoben. Um 1960 wurde für ein geplantes Kraftwerk die Chly-Rhy-Mündung grossflächig aufgeschüttet und mit Zuchtpappeln aufgeforstet. Durch die Zuführung grosser Mengen an Erdmaterial zur Entsorgung oder als Entwässerungsmassnahme in den ursprünglichen Flusslauf sowie in andere Feuchtstellen gingen wertvolle und am Rhein seltene Lebensräume wie Weichholzauen, Feuchtwiesen, Flutrinnen und Sandbänke verloren.
1993 wurde von den Stimmbürgern ein Verfassungsartikel angenommen, der den Kanton Aargau verpflichtet, auf einem Prozent der Kantonsfläche einen Auenschutzpark zu errichten.
Um diese Lebensräume bei der Aue Chly Rhy wiederherstellen zu können, haben der Kanton Aargau und Pro Natura gemeinsam Land erworben. Das Auenrenaturierungsprojekt wurde hauptsächlich in den Jahren 2014/2015 durchgeführt. Viele Aufschüttungen, feste Wege und standortfremde Pflanzen wurden entfernt, Weiher neu ausgehoben und der Seitenarm Chly Rhy nach alten Plänen wieder frei gelegt.

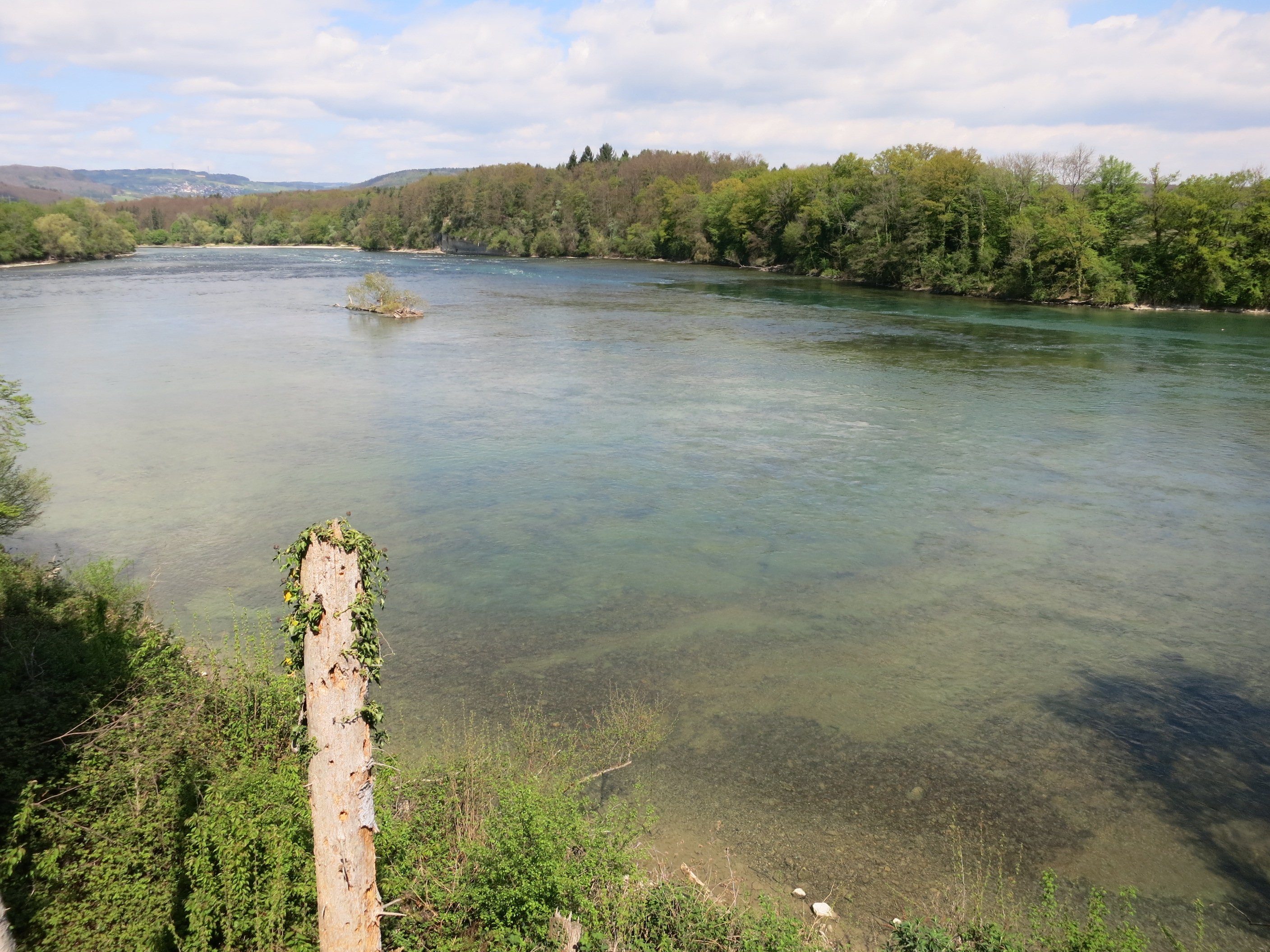
Aussichtsplattform: Koblenzer Laufen mit den Stromschnellen flussabwärts

Der Beobachtungsturm Chly Rhy Auen bietet eine gute Übersicht über die Aue. Zum Auenschutzpark gehört der «Koblenzer Laufen» mit den einzigen am Hochrhein verbliebenen Stromschnellen. Ein Wanderweg mit drei Aussichtsplattformen auf Bunkern der ehemaligen Sperrstelle Koblenz führt am Rheinufer entlang von Koblenz via «Koblenzer Laufen» bis zur Aue «Chly Rhy» und weiter nach Bad Zurzach.